# Afeganistão nos Jogos Olímpicos de Verão da Juventude de 2010
O Afeganistão participou dos Jogos Olímpicos de Verão da Juventude de 2010 em Cingapura. Sua delegação foi composta de apenas dois atletas, ambos do sexo masculino, que competiram em dois esportes.

## Atletismo
| Evento         | Atleta              | Qualificação | Qualificação | Final     | Final        |
| Evento         | Atleta              | Resultado    | Posição      | Resultado | Posição      |
| -------------- | ------------------- | ------------ | ------------ | --------- | ------------ |
| 100m masculino | Ahmad Farhad Nawabi | 12.45        | 34º (7º q5)  | 12.40     | 4º (Final E) |

## Boxe
| Atleta            | Evento                          | Preliminares              | Disputa pelo 5º lugar         | Pos. final |
| ----------------- | ------------------------------- | ------------------------- | ----------------------------- | ---------- |
| Muhammad Oryakhil | Peso meio-médio-ligeiro (64 kg) | ARG Fabian Maidana D 2-13 | LCA Lyndell Marcellin D 10-12 | 6º         |